# Orde van Canada
De Orde van Canada (Engels: Order of Canada, Frans: Ordre du Canada) is een Canadese ridderorde die in 1967 werd gesticht om het Britse systeem van onderscheidingen te vervangen. Het motto van de Orde is Desiderantes meliorem patriam, (Latijn voor Strevend naar een beter land), een citaat uit de brief aan de Hebreeën in het Nieuwe Testament.
De Orde beloont belangrijke diensten aan Canada en is de hoogste Canadese onderscheiding. Muzikanten, filmsterren, politici en filantropen zijn in deze Orde opgenomen maar van de 5053 benoemingen tot 2007 waren er niet meer dan 12 aan niet-Canadezen. Elizabeth II is de Souverein en de Gouverneur-Generaal in functie is de Kanselier van de Orde.
Over het toekennen van Britse Ridderorden en vooral de Britse adellijke titels is in Canada altijd discussie geweest. De Britse regering heeft er uiteindelijk onder Canadese druk van afgezien om nog titels en onderscheidingen waaraan adeldom was verbonden aan Canadezen te verlenen.
De Orde van het Britse Rijk, de meest toegekende onderscheiding, werd in 1967 uiteindelijk vervangen door de Orde van Canada. Aanleiding was het 100-jarig bestaan van de zelfregerende Dominion Canada. Ook in Australië (De Orde van Australië) en Nieuw-Zeeland (De Orde van de Koningin voor Goede Diensten) werd het Canadese voorbeeld nagevolgd.
De Koningin van het Verenigd Koninkrijk, en ook van Canada, Elizabeth II droeg de haar geschonken kleinoden van de Canadese Orden voor het eerst in 1970.

## Graden van de Orde van Canada
De Orde kent de volgende graden:
- Souverein
- Companion (CC)

Ieder jaar worden maximaal 15 Companions benoemd.
- Officier (OC)

Ieder jaar worden maximaal 64 Officieren benoemd
- Lid (Member) (CM)

Ieder jaar worden maximaal 136 leden benoemd
Oorspronkelijk kende de Orde alleen Companions en medailles voor moed. De medaille werd in 1972 vervangen door een Kruis voor Moed ("Cross of Valour"). Alle Companions werden in 1972 tot Officieren benoemd. De Gouverneurs-Generaal en hun echtgenoot of echtgenote worden tot Companion benoemd.
Er mogen niet meer dan vijf vreemdelingen per jaar in de Orde van Canada worden benoemd (de leden van de koninklijke familie tellen als Canadese onderdanen).
| Companion | Officier | Lid |
| --------- | -------- | --- |
|           |          |     |
| Batons    |          |     |
|           |          |     |

## Insignia
Het kleinood is een sneeuwvlokvormig vijfarmig ontwerp van de hand van Bruce W. Beatty. Bij de hogere rangen is goud gebruikt maar de leden moeten het met een geëmailleerde zilveren onderscheiding doen. Het esdoornblad, symbool van Canada, is bij de Companions rood, bij de Officieren van goud en bij de Leden van zilver.
Als verhoging is de kroon van Sint Eduard de Belijder aangebracht. Canada heeft geen eigen kroon. De keerzijde is, op het woord "Canada" na, leeg gelaten.
Het lint van de Orde is wit met twee rode strepen. De Officieren en Commandeurs dragen de onderscheiding aan een lint om de hals of aan een strik op de linkerborst; het staat dames vrij om voor de draagwijze van de heren te kiezen.
Men draagt de decoraties ook in miniatuur of als rozet bij wijze van knoopsgatversiersel. Canadezen dragen hun insigne na het Victoria Kruis en het Canadese Kruis voor Moed.
Men mag de insignia van overleden familieleden wel bewaren maar niet verkopen. Wanneer zij op de markt worden aangeboden, probeert de Canadese overheid in te grijpen.
In het Verenigd Koninkrijk en ook in Canada gelden strikte regels voor heraldiek en het gebruik van wapenschilden. De Companions van de Orde van Canada mogen bij de Canadese Wapenkoning een schild laten vaststellen en een "circlet", een rode band met het motto van de Orde, om het schild aanbrengen. De Officieren en Leden hangen het kleinood onder hun wapenschild. Ook in afbeeldingen van het wapen van Canada komt de Orde sinds 1994 voor.
De Gouverneur-Generaal draagt bij gelegenheid ook een keten. De keten bestaat uit het insigne van een Companion met daarboven een kroon en een Canadees wapenschild hangend aan een keten van sneeuwkristallen en medaillons.
| Lint van Companions en Officieren | Lint van een Lid | Strik |
| --------------------------------- | ---------------- | ----- |
|                                   |                  |       |

### Andere Canadese Orden
- De Lijst van Ridderorden in Canada
- De Orde van Uitmuntendheid (Alberta Order of Excellence)
- De Orde van Brits-Columbia (Order of British Columbia)
- De Orde van Manitoba (Order of Manitoba)
- De Orde van New Brunswick (Order of New Brunswick)
- De Orde van Newfoundland en Labrador (Order of Newfoundland and Labrador)
- De Orde van Nova Scotia (Order of Nova Scotia)
- De Orde van Ontario (Order of Ontario)
- De Orde van Prince Edward Island (Order of Prince Edward Island)
- De Nationale Orde van Quebec (National Order of Québec)
- De Orde van Saskatchewan (Saskatchewan Order of Merit)
- De Orde van Polaris (Yukon Territory Order of Polaris)